# Лаврівський монастир
Ла́врівський монасти́р — василіянський чоловічий монастир в Україні, у селі Лаврів на Львівщині. Належить Українській греко-католицькій церкві. Заснований у середині XIII ст. Названий на честь святого Онуфрія. Один із найважливіших центрів Західної України. Унікальна пам'ятка культури та національної історії. Сакральний осередок Бойківщини.. За легендою, місце поховання галицько-волинського князя Лева Даниловича.

## Назва
- Лаврівський монастир — за місцем розташування
- Святоонуфріївський монастир, або монастир святого Онуфрія — за іменем патрона.

## Історія
Згідно з легендою, засновником монастиря був князь Лавр, згаданий у грамоті князя Лева Даниловича 1292 р. Як вважає історик Ігор Мицько, Лавр — чернече ім'я Великого князя Литовського (1264–1268) Войшелка, який у 1255–1257 рр. був ченцем у Преображенському монастирі в Спасі та Онуфріївському в Лаврові.

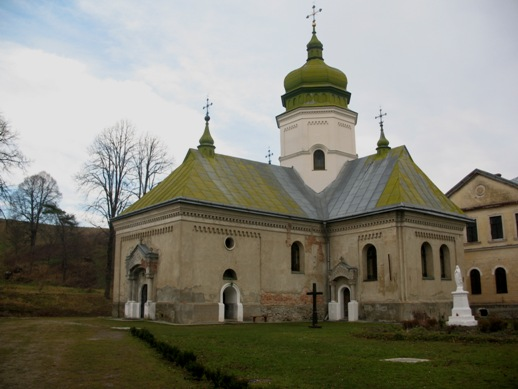
Лаврівський монастир святого Онуфрія, 2010 р.

Войшелк-Лавр був кумом Лева I Даниловича. У згаданій грамоті, виданій у Перемишлі, Лев пише, що його «дядько» (кум) князь Лавр продав монастир перемиському владиці Антонієві (документ зберігався у монастирській бібліотеці до 1939 року). Тепер відомо, що ця грамота є підробкою початку XVI століття. Але це не заперечує того, що фальсифікат ґрунтувався на справжньому переказі.
Насправді перша документальна згадка про монастир походить з 1407 р.
На архітектуру монастирської церкви свого часу вплинули триконхові з банями та безверхі храми Молдавського князівства.
В Онуфріївській лаврі свого часу зберігалася частина мощей святого Онуфрія. Це було єдине місце зберігання його мощей у Східній Європі (інші частини зберігались у Константинополі, Римі та Брауншвейзі). Мощі були втрачені під час татарських набігів XVI століття.
Лаврівський є найдавнішим монастирем Святого Онуфрія в Україні, з якого цей культ швидко поширився в Галичині (Львів, Підгірці, Добромиль) та далі на схід.
Денис Зубрицький у «Критико-исторической повести временних лет» (1845) розповідає, що 1767 р. всі дерев'яні будівлі Лаврівського монастиря згоріли. Збереглася лише мурована каплиця, у стіні якої знайшли домовини князів (як вважають Лева та Лавра). Тогочасний ігумен о. Волянський, запросивши настоятелів сусідніх монастирів, наказав відкрити цю могилу. Домовини були покриті гру́бою срібною бляхою і прикрашені вишуканою різьбою, на одній із них — викарбувано ім'я Лева. Щоби хтось не присвоїв собі знайденого багатства, срібло таємно переплавили та продали, а на виручені гроші відбудували згорілий монастир. Більшість дослідників уважають цю оповідь легендою. Зокрема, вони вказують на те, що князь Лев помер ченцем, а відтак його мали б поховати як простого смертного — у дерев'яній труні, а не в срібній домовині.
У 1860 році за наказом державної влади під час перебудови храму більшість останків із крипт Онуфріївської церкви були перенесені на цвинтар на горі Святого Івана.
1911 року під керівництвом архітектора священника о. Казимира Мрозовського проводили реконструкцію церкви. Під олійними розписами Мартина Яблонського з 1872 року виявлено інші, значно давніші, виконані темперою, які зображували сцени з життя Христа. Запрошені реставратори спочатку датували їх XVII–XVIII ст. і визнали такими, що не мають значної цінності. Однак Мрозовський далі досліджував їх і прийшов до висновку що насправді розписи слід датувати XV — поч. XVI ст. Ці міркуваня пізніше підтвердив і реставратор К. М. Осінський. Відзначено, що школа і візантійська манера дуже близькі до темперних розписів Ягеллонської («Руської») каплиці на Вавелі. Відомо що останні постали 1470 року і не були єдиними, виконаними цією групою митців у Галичині. На думку тогочасних фахівців лаврівські темперні розписи були дуже цінною пам'яткою на теренах усієї підавстрійської Польщі.
Під час археологічних розкопок 1986 р. (під керівництвом Михайла Рожка) у вівтарній частині храму було виявлено нішу-аркасолію, яка в княжі часи мала виняткове значення. Тут могли зберігатися мощі святого Онуфрія або домовина Лева Даниловича. Але наразі останків князя Лева не вдалося виявити жодній археологічній експедиції.
З історією Лаврівського монастиря святого Онуфрія тісно пов'язаний рід Шептицьких. Митрополит Атаназій Шептицький навчався у Лаврові, а отець Никифор Шептицький був архімандритом Лаврівського монастиря. Андрей Шептицький 1926 р. брав участь у дослідженні фресок церкви святого Онуфрія. У Національному музеї (Львів) зберігається картина роботи митрополита Андрея Шептицького «Пейзаж із Лаврова», на якій відтворено дорогу в селі обабіч монастиря.

## Лаврівський монастир— осередок культури й освіти
Лаврівський монастир є важливою архітектурною та мистецькою пам'яткою.
Церква св. Онуфрія, яку, очевидно, збудували коштом Лева Даниловича, була однією з перших триконхових церков України, орієнтованих на візантійсько-атонські зразки. Церква характерна центричністю споруди, хрестоподібним планом і розміщенням куполу на точці «золотого перетину». У різні часи поєднувала ознаки стилів: романського, ґотики, ренесансу, бароко, класицизму. Вівтарну частину у формі трилисту (триконху) та простір під куполом археологи датують XIII ст. Планування та техніка зведення храму вказують на майстрів візантійської школи за участю українських.
Під час перебудови 1910–1914 рр. Модест Сосенко віднайшов на стінах церкви під розписом Яблонського (1872) фрески середини XVI ст. Це була унікальна знахідка, бо розписи українських майстрів того періоду, крім Лаврова та Миколаївської церкви у Львові, є лише поза межами України — у Польщі (Люблін, Краків, Сандомир, Посада Риботицька).
Лаврівський монастир був значним центром освіти на Бойківщині. Тут протягом понад 100 років функціонувала зразкова німецькомовна школа (Головна окружна школа, 1788–1911). У 1920-1930-х роках при монастирі працював Василіянський ліцей, який продовжував її традиції.
У Лаврові в XVII ст. постали два нотні ірмолої, один із яких належить перу Йосипа Крейницького, другий — невідомих авторів. Ці рукописи є цінними пам'ятками як рукописної книги, так і духовної української музики. Вони свідчать про те, що в Лаврові у XVII ст. сформували школу хорового співу, композиції, укладання, редагування та переписування нотних книг.
На початку XX ст. при монастирі створили церковний музей, який із роками придбав чималу колекцію ікон XV—XVIII ст. (у тому числі Білинську чудотворну ікону).
У Лаврівському монастирі діяли архів й одна з найбагатших у Галичині бібліотек. В архіві, зокрема, зберігалися грамоти князя Лева, польських королів, писані золотом рукописи, грамоти гетьманів, владик і молдовських господарів. У фондах бібліотеки зберігалися стародруки XVI—XVII ст., а також цінна німецько- та польськомовна періодика XIX—XX століть (монастир передплачував практично всі видання, що виходили в Австро-Угорській імперії).
З метою дослідження історії, архітектури, живопису та архіву Лаврів відвідували відомі діячі України: І. Нечуй-Левицький, Я. Головацький, І. Франко, М. Грушевський, І. Крип'якевич, О. Барвінський, В. Щурат, О. Духнович, А. Шептицький.

## Монастир після 1939 року
1939 р. архів і бібліотеку Лаврова НКВД-исти вивезли у сусіднє село Стрілки і спалили. Місцеві мешканці сховали деякі ікони, які згодом потрапили до музеїв. У червні 1941 р. монастир був казармою для радянського гарнізону. Тоді знищили більшість господарських приміщень і спустили воду у ставах.
Після Другої світової війни в монастирських приміщеннях створили школу-інтернат для неповносправних дітей, яка проіснувала до 1994 р. У церкві святого Онуфрія в цей час був склад, у дзвіниці зберігали вугілля, в інших приміщеннях діяли сільські школа, бібліотека та клуб.
1990 р. церкву святого Онуфрія передали місцевим парафіянам. 1994 р. відновили монастир. Нині у Лаврівському василиянському монастирі святого Онуфрія служить чотири священики-монахи і один послушник.
25 червня 2011 року, за посередництвом владики Іринея Білика, до Лаврівського монастиря були повернуті мощі св. Онуфрія. Протягом XIII- XV століть мощі святого знаходились у Лаврівському монастирі, але при турецьких навалах були втрачені. Мощі передали завдяки старанням настоятеля Лаврівського монастиря о. Миколая Ковалишина, ЧСВВ. Отже, мощі святого Онуфрія Великого, покровителя породіль, майже через 500 років знову повернулись до Лаврівської обителі назавжди.
Некрополь Лаврова вражає і засвідчує феномен міжконфесійного єднання навколо мощей святого Онуфрія.

## Усипальниця
Чимало прихильників культу святого Онуфрія, згідно із заповітами, були поховані в Лаврівському монастирі, а не у своїх кафедральних храмах. Першим із них був князь Лев Данилович, за переказами, похований у Лаврові. Однак каплиця, до якої традиція прив'язувала його могилу, виявилася будовою XVII—XVIII ст.
Багато таких поховань збереглося з 2-ї половині XVII ст., часу найбільшого розквіту монастиря. Саме в цей період у його стінах поховали молдавських господарів (князів): Штефана Петричейку (1675) та Костянтина Щербана Басараба (1681), а також єрусалимського патріарха Макарія Лігаріда (1681).
У підземеллях Онуфріївської церкви є некрополь, корені якого сягають ще княжих часів, коли тут перед будівництвом храму був цвинтар. Після прибудови бічних крил у 2-й половині XVII ст. виникли крипти, зокрема, крипта Винницьких у південному крилі. Тут, зокрема, були поховані:
- Київські митрополити: православний — Антоній, унійний — Юрій Винницькі
- Перемиські греко-католицькі єпископи Інокентій Винницький, Єронім Устрицький
- багато шляхтичів, зокрема, войський стрийський Павло Комарницький, один з жертводавців монастиря.

## Фотографії (2007 рік)

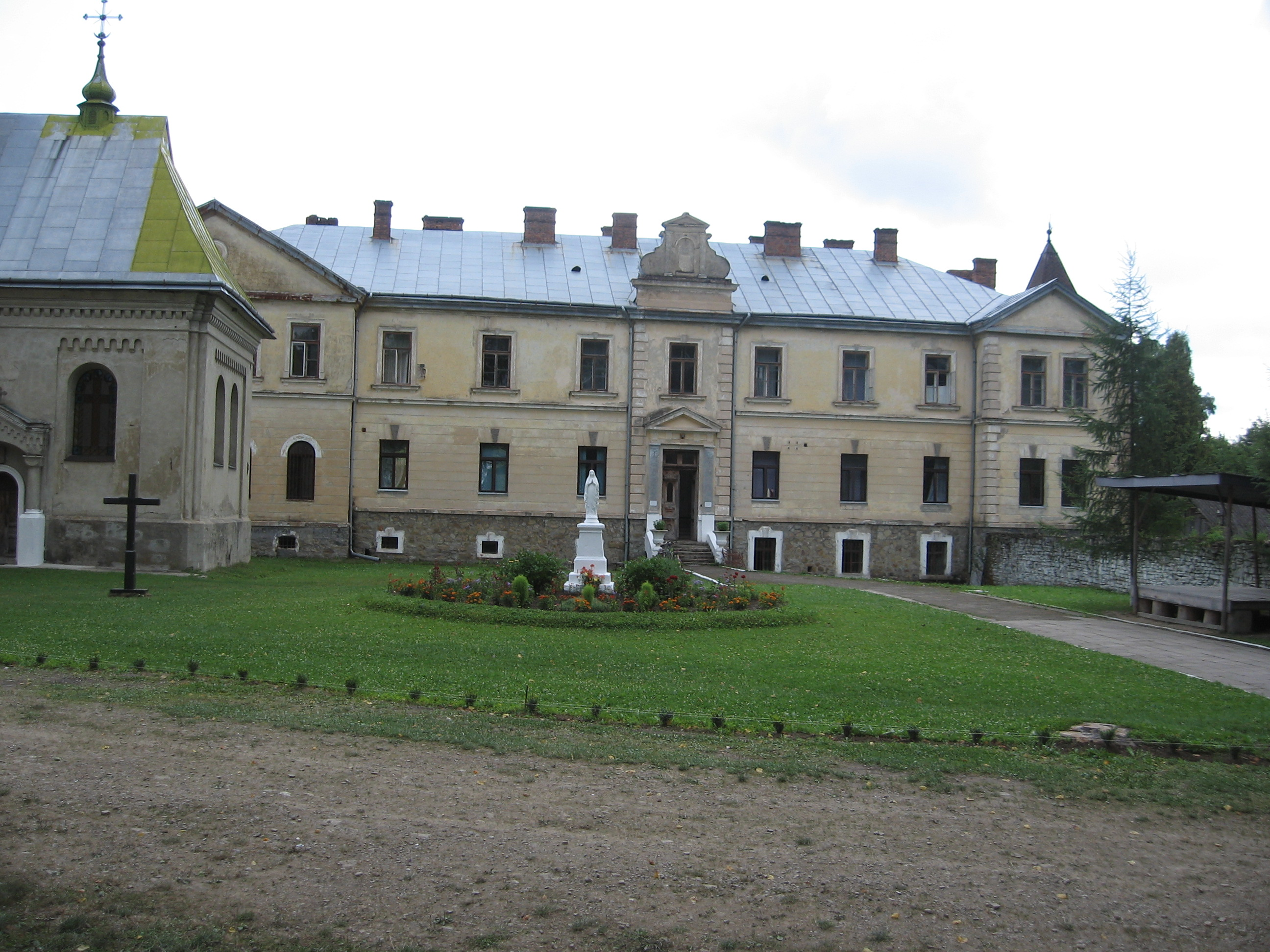
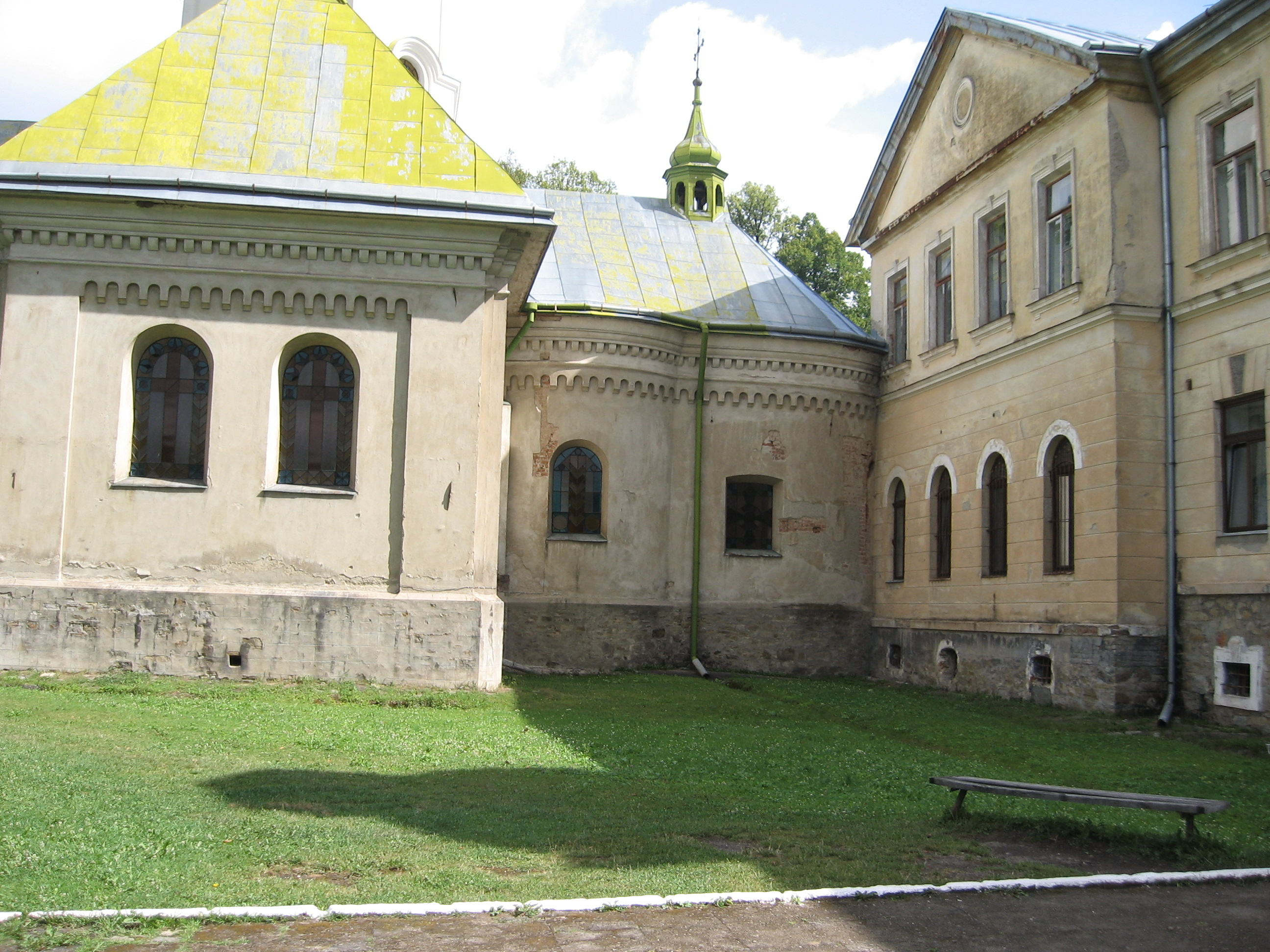
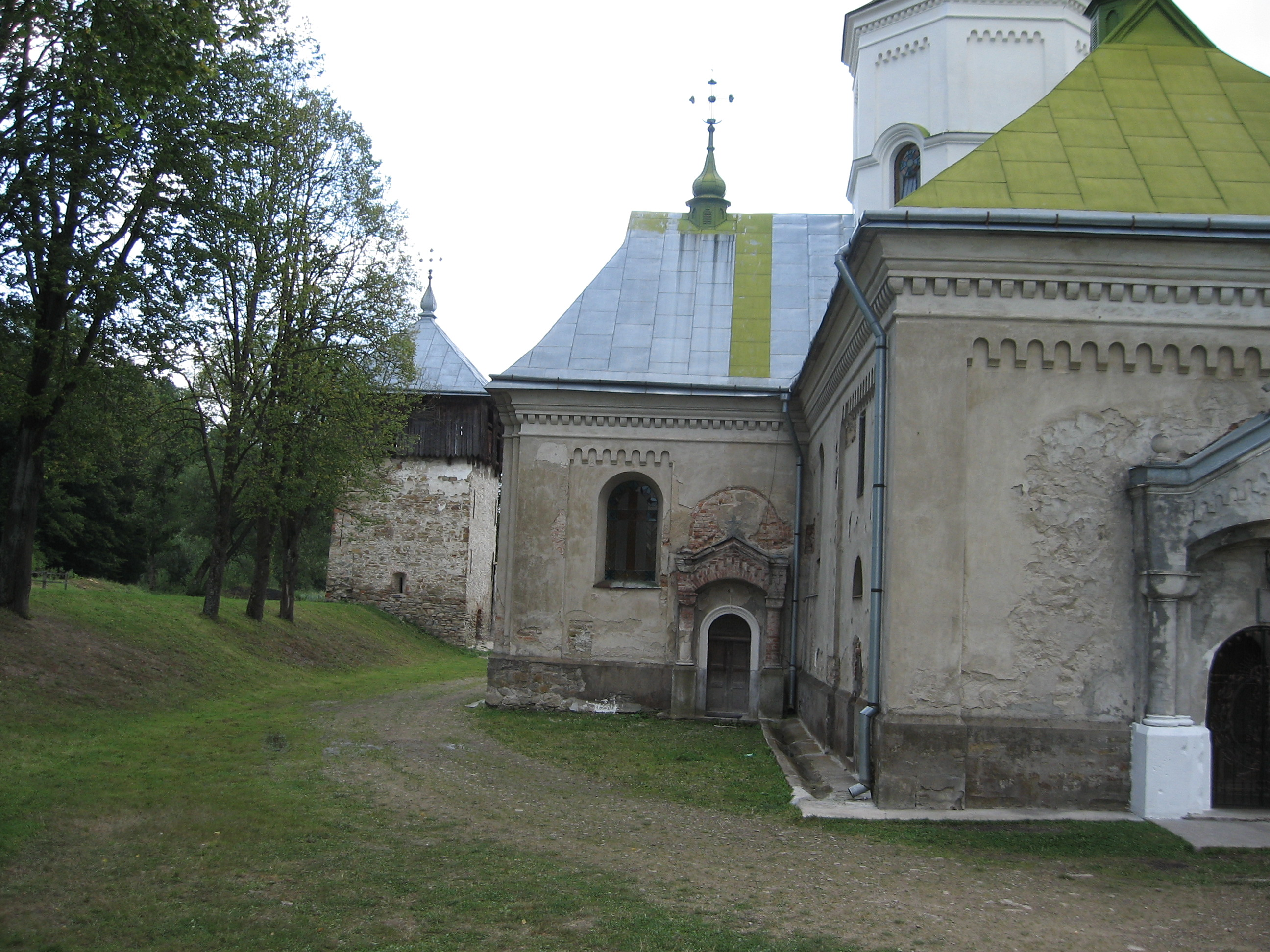
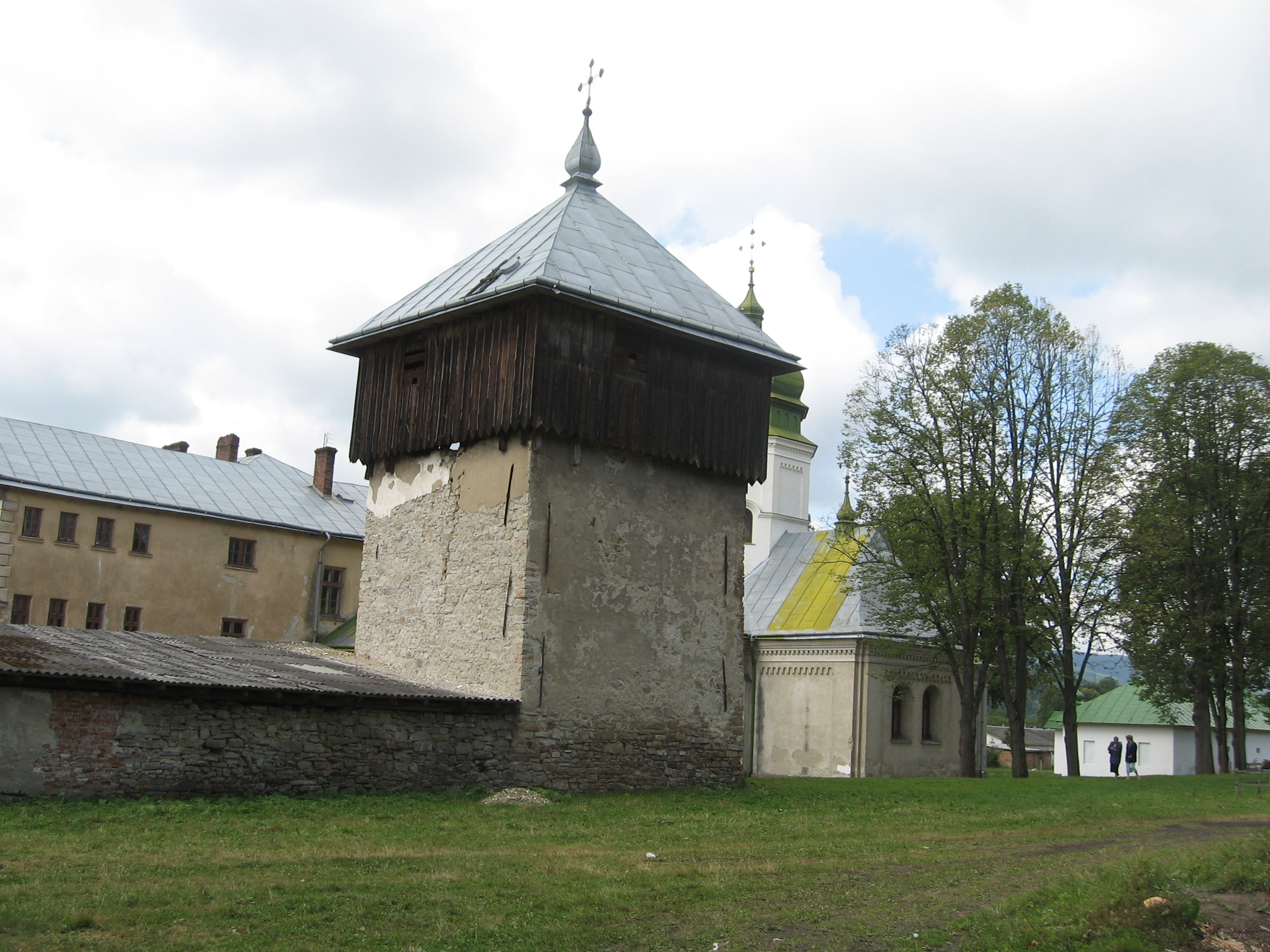

## Зауваги
1. ↑  відповідно до археологічних даних

### Монографії
- Войтович Л.  Князівські династії Східної Європи (кінець IX — початок XVI ст.). Львів: Інститут українознавства, 2000.

### Статті
- Мицько, І. Про початки Свято-Онуфріївського монастиря у Лаврові // Лавра (Львів). Т. 6. 1999, С. 31–34.
- Мицько, І. Де ж могила князя Лева? // Старосамбірщина. Т. 2. 2002, С. 46–48.
- Роман, єрм. Могила князя Лева і Лаврський некрополь // Лавра. Т. 4. 1999, С. 44–47.

### Довідники
- Вортман, Д. Я. Онуфріївський Лаврівський монастир // Енциклопедія історії України : у 10 т. / редкол.: В. А. Смолій (голова) та ін. ; Інститут історії України НАН України. — К. : Наукова думка, 2010. — Т. 7 : Мл — О. — С. 599. — ISBN 978-966-00-1061-1.
- Швед М., Пограничний О. Де покояться останки галицького володаря Лева I Даниловича? [Архівовано 24 липня 2008 у Wayback Machine.] // Поступ. — 15 вересня 2001.
- Ławrów // Słownik geograficzny Królestwa Polskiego. — Warszawa : Druk «Wieku», 1884. — Т. V. — S. 613. (пол.)